# متی پلونپا
ماتّی پِلّون‌پَه (فنلاندی: Matti Pellonpää؛ ۲۸ مارس ۱۹۵۱ – ۱۳ ژوئیهٔ ۱۹۹۵) هنرپیشه و موسیقیدان اهل کشور فنلاند بود. وی در سن ۴۴ سالگی بر اثر حمله قلبی درگذشت.

## فیلمشناسی
- آریل (۱۹۸۸)
- جنایت و مکافات (۱۹۸۳)
- شب روی زمین